# Kuppegala, Mysore
Kuppegala là một làng thuộc tehsil Mysore, huyện Mysore, bang Karnataka, Ấn Độ.